# Thomas Thynne, 1. Marquess of Bath

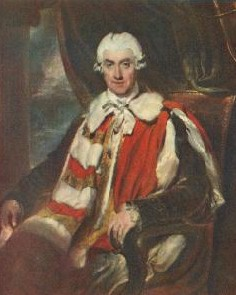
Thomas Thynne, 1. Marquess of Bath. Gemälde von Thomas Lawrence, 1795

Thomas Thynne, 1. Marquess of Bath KG FRS (* 13. September 1734; † 19. November 1796 in London) war ein britischer Adliger, Politiker und Höfling. Als Angehöriger des Hochadels und durch gute Beziehungen zum König machte er trotz seiner Fehler und Unzulänglichkeiten politische Karriere. Er war zwischen 1768 und 1779 zweimal Secretary of State und hatte dieses Amt insgesamt sieben Jahre lang inne, damit gehörte er zu den am längsten amtierenden Ministern während der schwierigen Jahre des Amerikanischen Unabhängigkeitskriegs.

## Herkunft und Jugend
Thomas Thynne war der älteste Sohn und Erbe von Thomas Thynne, 2. Viscount Weymouth und von dessen zweiten Frau Louisa Carteret, einer Tochter von John Carteret, 2. Earl Granville. Seine Mutter starb bereits 1736. Thomas wuchs zunächst bei seinem Vater auf, ehe er die Market Street School in Markyate Hertfordshire besuchte. Ab Frühjahr 1752 studierte er am St John’s College in Cambridge, wo er 1753 einen Abschluss als Master machte. Anschließend unternahm er eine Grand Tour. Sein Vater war im Januar 1751 gestorben, wodurch er den Titel Viscount Weymouth sowie die umfangreichen Ländereien seiner Familie einschließlich Longleat House geerbt hatte. Lord Weymouth, wie er nun genannt wurde, ließ die Innenräume des elisabethanischen Landsitzes umgestalten, dazu beauftragte er Capability Brown, der ab 1757 den Garten und Park neu anlegte. Weymouth selbst suchte wie viele der damaligen Adligen Zerstreuung im Glücksspiel. Seine Verluste waren so hoch, dass sie zum Thema des Geredes am Hof wurden und sich König Georg II. um den jungen Viscount sorgte.

## Heirat und Politische Karriere
Am 22. Mai 1759 heiratete Weymouth Elizabeth Cavendish-Bentinck, die älteste Tochter von William Bentinck, 2. Duke of Portland und von Margeret Cavendish Harley. Durch diese Heirat stieg Weymouth weiter gesellschaftlich auf, und nach der Thronbesteigung von König Georg III. 1760 wurde er Lord of the Bedchamber des Königs, während seine Frau 1761 First Lady of the Bedchamber und schließlich 1793 Mistress of the Robes von Königin Sophie Charlotte wurde. Durch diese einflussreichen Hofämter gewann Weymouth rasch politische Bedeutung, da sich Georg III. während der ersten beiden Jahrzehnte seiner Herrschaft aktiv um die Regierung und die Verwaltung kümmerte. Weymouth schloss sich politisch John Russell, 4. Duke of Bedford an und wurde im Frühjahr 1763 Master of the Horse der Königin, als Bedford großen Einfluss auf die neue Regierung unter George Grenville erhielt. Trotz seines großen Landbesitzes überstiegen jedoch die Kosten für Weymouths aufwändigen Lebensstil seine Einkünfte, weshalb er 1765 vor seinen Gläubigern nach Frankreich flüchtete. Durch die Gunst des Königs und der Regierung wurde er im April zum Lord Lieutenant of Ireland ernannt und wurde Ende Mai 1765 Mitglied des Privy Council. Er erhielt die übliche Aufwandsentschädigung in Höhe von £ 3000, obwohl er nie nach Irland reiste und bereits nach drei Monaten im Juli 1765 sein Amt wieder niederlegte. Weymouth machte sich in den nächsten Jahren als Redner im House of Lords einen Namen, und durch Bedfords Einfluss wurde er bereits mit 33 Jahren im Januar 1768 in der Regierung des Duke of Grafton Secretary of State for the northern Department, obwohl er fast gar keine diplomatische oder Regierungserfahrung hatte.
Dabei galt er als faul, verschwenderisch, spiel- und trunksüchtig. Er war jedoch nicht unbegabt, und seine Briefe und Reden zeigen teils von hoher Intelligenz. Dazu war er von stattlicher Figur und konnte im privaten Umgang charmant und höflich sein. Seine Arbeitsweise schwankte jedoch zwischen Trägheit und hektischer Aktivität, die auch nicht immer zu guten Ergebnissen führte. Dabei hatte er als Secretary of State eine Schlüsselstellung in der britischen Regierung inne und war dafür verantwortlich, die Kabinettsbeschlüsse in präzise Anweisungen für die Beamten und Diplomaten umzusetzen. Um eine kontinuierliche erfolgreiche Außenpolitik zu führen, hätte Weymouth regelmäßige diplomatische Gespräche führen müssen. Tatsächlich war er in seiner ersten Amtszeit von seinem Vertreter Robert Wood abhängig, der das Alltagsgeschäft führte. Dieser wurde von seinen Zeitgenossen verdächtigt, seine Macht zu missbrauchen und sein Insiderwissen bei Finanzspekulationen zu verwenden. Während der beiden Amtszeiten von Weymouth kam es zu einer Reihe von verdeckten Beschwerden und schließlich offenen Protesten von britischen Diplomaten, die in kritischen Situationen von der Regierung in London keine Anweisungen erhielten und sich im Stich gelassen fühlten. 1779 erhielt der britische Botschafter in St. Petersburg, James Harris, innerhalb von neun Monaten nur einen Brief von Weymouth, der auch nur veraltete und spärliche Informationen enthielt. Weymouth selbst stellte als Ziel eines Ministers heraus, viel zu hören und wenig zu sagen. Seine Schweigsamkeit und sein ausweichendes Verhalten gegenüber ausländischen Diplomaten waren berüchtigt und wurden als Zeichen seiner Unkenntnis der europäischen Verhältnisse angesehen. Auch zu anderen Mitgliedern der Regierung hatte er ein schlechtes Verhältnis, so dass er nur wenig Einfluss auf die weiteren Geschäfte der Regierung hatte. Dennoch strebte er aber zuweilen rücksichtslos persönliche Vorteile an.

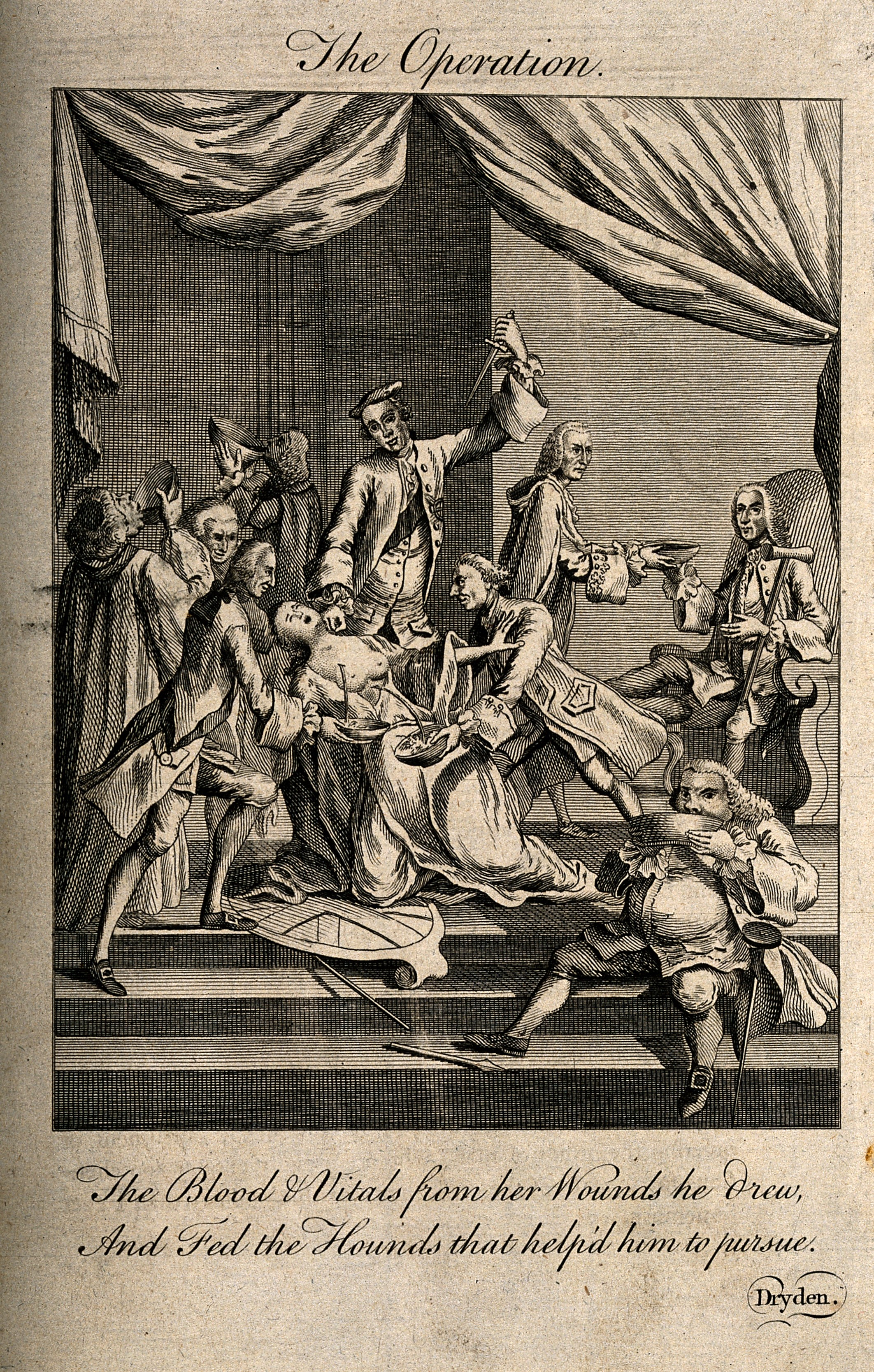
Thynne und andere Politiker operieren an der Britannia und trinken dabei ihr Blut. Karikatur von 1768 über die Ausbeutung von Großbritanniens durch die Regierung

## Wirken als Secretary of State
Außenpolitisch unterstützte Weymouth zunächst die frankreichfreundliche Politik des Duke of Bedford. Während seiner Amtszeit als Secretary of State for the northern Department fiel der Erwerb von Korsika durch Frankreich. Als der Kauf der Insel im Frühjahr 1768 publik wurde, gehörte Weymouth zu den Regierungsmitgliedern, die einen energischen Antwort oder gar eine militärische Intervention ablehnten. Durch gezielte Indiskretionen gegenüber ausländischen Diplomaten ließ er sogar verlauten, dass die Regierung unter dem Duke of Grafton wegen Korsika keinen Krieg gegen Frankreich beginnen würde. Damit verschlechterte er vollends seine Beziehungen zum Earl of Shelburne, der als Secretary of the southern Department die Besetzung Korsikas durch Frankreich abgelehnt hatte. Als Shelburne im Herbst 1768 zurücktrat, wechselte Weymouth im Oktober in dieses Amt, das ein höheres Ansehen genoss, während der Karrierediplomat Earl of Rochford Secretary of State for the northern Department wurde. Weymouth unternahm in seiner zweijährigen Amtszeit allerdings wenig und überließ dem hart arbeitenden Rochford die britische Außenpolitik. Nur bei zwei Gelegenheiten agierte er energisch: im Frühjahr 1768 setzte er mit Billigung des Königs Truppen zur Niederschlagung von Demonstrationen und Unruhen in London ein, als der umstrittene Politiker John Wilkes aus seinem Exil zurückgekehrt war und erfolgreich in Middlesex für das House of Commons kandidierte. Gegenüber Wilkes vertrat er die Anwendung harter Maßnahmen, dieser wurde zeitweise verhaftet, blieb aber letztlich Abgeordneter. Als sich im nächsten Jahr die East India Company mit der Bitte um militärische Unterstützung gegen Haidar Ali in Indien an die Regierung wandte, versuchte Weymouth ohne Rücksprache mit seinen Regierungskollegen die East India Company unter stärkere Kontrolle seines Ministeriums zu bringen, was jedoch scheiterte.

## Falkland-Krise von 1770
In der zweiten Jahreshälfte von 1770 gewann Weymouth wieder größeren Einfluss auf die britische Außenpolitik. Von 1766 bis 1767 war es bereits wegen der britischen Siedlung Port Egmont auf den Falkland-Inseln zu einem Streit mit Spanien gekommen war, das die Inseln zu seinem Interessengebiet zählte. Da beide Seiten einen Krieg vermeiden wollten, wurde ein Kompromiss geschlossen, der die Krise jedoch nicht löste. Im Juni 1770 vertrieben spanische Soldaten die schwache britische Besatzung aus Port Egmont, was Weymouth im September erfuhr. Der Konflikt fiel in die Zuständigkeit von Weymouth, der nun den bislang größten Eifer in seiner Karriere zeigte. Sein Ministerium hatte bislang beachtliche Freiheiten in der Umsetzung der Regierungspolitik, und da der Premierminister Lord North und sein Amtskollege Lord Rochford nicht in London waren, oblag Weymouth die Verantwortung für die Reaktion der britischen Regierung auf die spanische Aggression. Angesichts der britischen Überlegenheit zur See glaubte Weymouth, Spanien in einen Krieg oder zur Aufgabe zwingen zu können. Ohne Rücksprache mit den anderen Mitgliedern der Regierung mobilisierte er große Teile der Royal Navy und nahm in seinen Schreiben an die Regierung in Madrid eine kriegerische Haltung ein. Ende 1770 war ein Krieg mit Spanien um die Falkland-Inseln wahrscheinlich geworden, wobei beide Regierungen annahmen, dass Frankreich das verbündete Spanien unterstützen würde. Weymouths Motiv für diese Haltung war vermutlich sein Versuch, die Krise auszunutzen, um die politische Vormacht in Großbritannien zu erhalten. Dabei sah er Premierminister Lord North als sein Haupthindernis an. Er vermutete, unterstützt von seinem Stellvertreter Robert Wood, dass bei einem Krieg die schwache Regierung von Lord North gestürzt würde und dass William Pitt der Ältere, der Premierminister während des Siebenjährigen Kriegs wieder die Regierung übernehmen würde. Angesichts der schlechten körperlichen Verfassung von Pitt erhoffte sich Weymouth, dann der tatsächliche Leiter dieser Regierung zu werden. Dies wurde jedoch von König Georg III. verhindert, der sich einen Überblick über Weymouths Aktivitäten verschaffte und im Einvernehmen mit der Mehrheit der Regierung eine friedliche Regelung mit Spanien anstrebte. Zwar bestand der König auf einer entschlossenen Haltung gegenüber Spanien, er war jedoch zu keinem Krieg bereit. Zusammen mit Lord North leitete der König innerhalb der Regierung die Opposition gegen Weymouth und versicherte französischen Diplomaten, dass Großbritannien einen Krieg vermeiden wolle. Ende November musste Weymouth seine Politik ändern, und nach einer stürmisch verlaufenen Kabinettssitzung am 7. Dezember trat Weymouth zurück. Ende Januar 1771 schlossen der König, Lord North und Lord Rochford eine Einigung mit Spanien.

## Zweite Amtszeit als Secretary of State
Erstaunlicherweise sicherte ihm der König zu, dass Weymouth eines Tages erneut Secretary of State for the southern Department werden würde. Bereits sechs Monate nach seinem Rücktritt galt er als ein möglicher Kandidat für das Amt des Lordsiegelbewahrers. Sein politisches Comeback kam zu Beginn des Amerikanischen Unabhängigkeitskriegs, als er im November 1775 erneut Secretary of State for the southern Department wurde. Auch während seiner zweiten Amtszeit agierte er zumeist träge und abseits und isoliert von der übrigen Regierung, obwohl er Sprecher der Regierung im House of Lords war und dazu periodisch sehr stark gegen seine Regierungskollegen intrigierte. Zu Beginn seiner Amtszeit nahm er nicht sofort wieder die harte Linie gegen Frankreich und Spanien ein, änderte diese Haltung jedoch rasch wieder. Dabei verbündete er sich mit dem Earl of Sandwich, dem Ersten Lord der Admiralität. Sandwich befürwortete eine harte Politik gegenüber Frankreich, um dessen Eingreifen in den Unabhängigkeitskrieg zu verhindern. Er und Weymouth blieben jedoch politisch isoliert, da die Mehrheit der Regierung eine Aussöhnung mit Frankreich und Spanien anstrebte. Als Weymouths Einstellung 1776 und 1777 sich von der offiziellen Regierungspolitik völlig unterschied, wurde er von seinen Kollegen und von französischen und spanischen Diplomaten einfach übergangen, was der selbstgefällige Weymouth schließlich hinnahm. Folgerichtig hatte er wenig Einfluss auf die britische Politik während des Amerikanischen Unabhängigkeitskriegs. Um seine Trägheit zu kaschieren, leitete er sogar Depeschen von Viscount Stormont, dem einflussreichen britischen Botschafter in Paris, als eigene Instruktionen an andere britische Diplomaten weiter. Passenderweise wurde Stormont im November 1779 sein Nachfolger als Secretary of State.
Mitte 1777 schien jedoch ein Krieg mit Frankreich unvermeidbar, so dass sich Weymouths Einstellung wieder mit der Mehrheit der Regierung deckte, und schrittweise übernahm Weymouth wieder die Führung der britischen Diplomatie. Dennoch blieb sein Einfluss auf den Krieg minimal, und wie bisher agierte er faul und träge. 1779 trat dies offen zu Tage, als der Earl of Suffolk, Weymouths Amtskollege als Secretary of State for the northern Department schwer erkrankte und schließlich starb. Neun Monate lang war Weymouth faktisch alleine für die britische Außenpolitik verantwortlich. Bei einem Wutanfall gegenüber dem spanischen Botschafter im Mai 1779 tadelte er offen die Haltung Spaniens gegenüber den rebellierenden Kolonien und machte damit die ein Jahr währende vorsichtige Versöhnungspolitik zwischen Spanien und Großbritannien zunichte. Als Folge hiervon trat Spanien im Sommer 1779 offen in den Unabhängigkeitskrieg ein. Im November 1779 trat Weymouth schließlich von seinem Amt zurück.

## Dienst als Höfling und Erhebung zum Marquess of Bath
Weymouth und seine Frau blieben dennoch hoch in der Gunst des Königs. Bereits im Juni 1778 hatte ihn der König in den Hosenbandorden aufgenommen, wobei er nie offiziell in den Orden eingeführt wurde. Bereits zwischen März und November 1775 hatte Weymouth kurzzeitig das Amt des Groom of the stole innegehabt, das er ab 1782 wieder bekleidete. Dadurch erhielt er jährliche Einkünfte in Höhe von £ 2000. Im August 1789 wurde Weymouth schließlich zum Marquess of Bath erhoben.
Er wurde in der Familiengruft in Longbridge Deverill begraben.

## Nachkommen
Aus seiner Ehe mit Elizabeth Cavendish-Bentinck hatte er drei Söhne und fünf Töchter, darunter:
- Lady Louisa Thynne (1760–1832) ⚭ Heneage Finch, 4. Earl of Aylesford
- Lady Henrietta Thynne (1762–1813) ⚭ Philip Stanhope, 5. Earl of Chesterfield
- Lady Sophia Thynne (1763–1791) ⚭ George Ashburnham, 3. Earl of Ashburnham
- Thomas Thynne, 2. Marquess of Bath (1765–1837)
- George Thynne, 2. Baron Carteret (1770–1838)
- John Thynne, 3. Baron Carteret (1772–1849)

Sein Erbe als Marquess of Bath wurde sein ältester Sohn Thomas.

## Sonstiges
Am 23. November 1764 wurde er als Fellow in die Royal Society aufgenommen, 1769 wurde er ehrenhalber von der Universität Cambridge zum Doktor der Rechte ernannt. Am 29. April 1784 wurde er als Fellow in die Society of Antiquaries aufgenommen.